# Ptochophyle pulverulenta
Ptochophyle pulverulenta là một loài bướm đêm trong họ Geometridae.